# Второй Командный Кубок Мира
Второй командный Кубок Мира по международным шашкам проводился с 17 по 21 февраля 1989 года в Каннах, Франция Всемирной федерацией шашек (FMJD). Участвовало шесть команд; СССР, Нидерланды, сборная Америки и три сборных Европы. Победила команда Нидерландов в составе: Роб Клерк, Яннес Ван дер Вал, Герард Янсен и Вигер Висселинк.

## Регламент
Состязания проводились по круговой системе. В каждой команде в матче играли по 4 шашиста. 
За победу в каждой игре присваивалось 2 очка, за ничью — 1, за поражение 0 очков.
За победу в матче (5:3, 6:2, 7;1 и 8:0) команде присваивалось 2 очка, за ничью (4:4) — 1 очко, за поражение 0 очков.

### Итоговое положение
| Место | Команда                                                                        | 1       | 2       | 3       | 4       | 5       | 6       | Очки |
| ----- | ------------------------------------------------------------------------------ | ------- | ------- | ------- | ------- | ------- | ------- | ---- |
| 1     | Нидерланды · Роб Клерк · Яннес Ван дер Вал · Герард Янсен · Вигер Висселинк    |         | 2 (6:2) | 2 (7:1) | 2 (5:3) | 2 (8:0) | 2 (8:0) | 10   |
| 2     | СССР · Алексей Чижов · Анатолий Гантварг · Александр Балякин · Гунтис Валнерис | 0 (2:6) |         | 2 (5:3) | 1 (4:4) | 2 (8:0) | 2 (7:1) | 7    |
| 3     | Европа А Оскар Ферпост Ханс Вермин Серджо Спеконья Оливье Боннав               | 0 (1:7) | 0 (3:5) |         | 2 (5:3) | 2 (5:3  | 2 (6:2) | 6    |
| 4     | Америка Эдуард Аутар Хуго Кемп Руд Палмер Джек Бёрнмен Натаниэль Колебёрн      | 0 (3:5) | 1 (4:4) | 0 (3:5) |         | 2 (5:3) | 2 (5:3) | 5    |
| 5     | Европа В Рауль Дельом Стефан Михилс Бернард Лемменс Франческо Лапорта          | 0 (0:8) | 0 (0:8) | 0 (3:5) | 0 (3:5) |         | 2 (5:3) | 2    |
| 6     | Европа С Андре Берко Папа Сиссе Роберто Бьягианти Стефан Фошер Анри Мако       | 0 (0:8) | 0 (1:7) | 0 (2:6) | 0 (3:5) | 0 (3:5) |         | 0    |

### Результаты по доскам
Первая доска
1.  Роб Клерк - 8 очков 2.  Алексей Чижов - 7 очков 3.  Эдуард Аутар - 6 очков.
Вторая доска
1.  Яннес Ван дер Вал - 8 очков 2-3.  Анатолий Гантварг и  Хуго Кемп по 6 очков.
Третья доска
1.  Герард Янсен - 10 очков 2.  Александр Балякин - 7 очков, 3-5.  Джек Бёрнмен,  Рауль Дельом,  Серджо Спеконья по 4 очка.
Четвёртая доска
1.  Вигер Висселинк - 8 очков 2-3.  Оскар Ферпост и  Гунтис Валнерис по 6 очков.